# Bankraub in der Rue Latour
Bankraub in der Rue Latour ist eine deutsche Gaunerkomödie aus dem Jahre 1961 von und mit Curd Jürgens in der Hauptrolle.

## Handlung
Die Geschichte aus Paris wird in einer Rückblende erzählt von dem in der Sauna sitzenden Cliff MacHardy.
Dieser ist ein Herr der alten Schule, doch damit lässt es sich heutzutage nicht gut auskommen. Und so beschließt Cliff, sich der gehobenen Gaunerei zuzuwenden. Da er sich aber in diesem Metier nicht auskennt, knüpft er Kontakt zu zwei erfahrenen Gaunern, Alex und Manchette, die ihm Hilfestellung leisten können. Zunächst aber muss erst einmal ein guter Plan her. Die drei Möchtegernganoven versuchen es erst einmal mit einer schlichten Verkleidungsnummer und wollen, als Popen maskiert, in der Bank einen Kassierer erleichtern. Doch der Bruch wird zur Lachnummer, die Angst vor der eigenen Courage ist größer als das Verbrechernaturell. Als ein Mädchen behauptet, dass der „Pope“ Cliff doch eben einen Revolver in der Hand gehabt hätte, windet sich der „Gangsterboss“ mit einem Trick heraus, und die drei Gauner-Darsteller blasen zum Rückzug. Beim Verlassen der Bank stoßen sie auf eine Filmcrew, die gerade Dokumentaraufnahmen anfertigt. Ein Crewmitglied fragt, ob man die drei geistlichen Herren für den Film aufnehmen dürfe. 
Dadurch kommt Cliff die zündende Idee: Man müsste einen Bankraub mit Filmaufnahmen verbinden! Man müsste diese Bank so berauben, dass man davon rein gar nichts mitbekommt, nicht einmal die Bankangestellten selbst. So stellen die drei eine vorgetäuschte Filmcrew auf die Beine, die in einer realen Bank einen Banküberfall dreht, nur dass bei diesen „Dreharbeiten“ echtes Geld gestohlen wird. Bald ist auch eine passende Filiale ausgemacht, und zwar die in der Rue Latour. Doch rasch ergeben sich erste Schwierigkeiten und Hindernisse. Zwar haben die Gauner mit Bergström einen fähigen Regisseur und mit dem Chaoten und Wirrkopf Bex immerhin einen exzentrisch-einfallsreichen Drehbuchautor gefunden. Doch dann verliebt sich der Boss unerwartet in eine junge Frau, die er sein Maskottchen nennt. Mit dem zwielichtigen Camarro bekommt er auch noch einen Widersacher an den Hals, der von dem Bankraub-Plan Wind bekommen hat und damit droht, sie zu verpfeifen. Der Bankraub droht wegen des eigenen Unvermögens fast zu scheitern. Dafür hat Cliff aber einen lebensechten und preisgekrönten Film hergestellt, der seine Hersteller über Nacht berühmt und reich macht.

## Produktionsnotizen
Bankraub in der Rue Latour entstand zum Jahresanfang 1961, passierte die FSK-Prüfung am 11. Juli 1961 und wurde am 21. Juli 1961 im Turm-Filmpalast in Frankfurt am Main uraufgeführt. Am 17. Juni 1968 erfolgte in der DDR die erste Fernsehausstrahlung.
Peter Scharff entwarf die Filmbauten. Die Liedtexte schrieb Hans Fritz Beckmann. Bankraub in der Rue Latour war die letzte Filmregie Jürgens’.
Dem Film, der von der Kritik bisweilen Klamottenhaftigkeit bescheinigt wurde, war kein Kassenerfolg beschieden, auf der Rangliste für die Spielzeit 1961/62 rangierte Bankraub in der Rue Latour auf dem 81. Platz (von insgesamt 84 deutschsprachigen Lichtspielen).

## Kritiken
„Mit der vom deutschen Film perfektionierten Kunst, sich vernehmlich auf Pointen niederzulassen und darauf sitzen zu bleiben, inszenierte Curd Jürgens sein drittes Lichtspiel (nach Ohne dich wird es Nacht und Prämien auf den Tod). Er legte Regiehand an eine Kriminalkomödie, die es ihm erlaubte, seine Branchengenossen mit Massen zu verhohnepiepeln. (…) Die zuweilen muntere Schwankhandlung durchsetzte Regisseur Jürgens mit schwerfälliger Situationskomik, die der Darsteller Jürgens – etwa als Pope oder als Garderobenfrau – vorführt. Keine Verwandlungsaufgaben wurden hingegen Klaus Kinski aufgebürdet: Als wirrer Drehbuchdichter spielt er sich selbst.“

„"Cliff und Regie Curd Jürgens" steht im Vorspann, und man fragt sich zunächst, was denn "Cliff" sei. Ein neuer Filmjob etwa? Aber nein, Cliff ist natürlich die Hauptrolle in dem Film, dessen Regisseur sich nicht entschließen konnte, ob er einen Krimi machen sollte oder eine Klamotte. Es versteht sich von selbst, daß Herr Jürgens fast dauernd im Bilde ist. Immerhin hat man auch die Chance, eine Handvoll hervorragender Schauspieler zu sehen, wie etwa Erika von Thellmann, Ursula Herking und Peer Schmidt. Ein Verdienst von Curd Jürgens wird es bleiben, daß er Carl Lange mal was anderes spielen ließ als einen Offizier. Seine Studie eines Regisseurs ist sehenswerte Persiflage.“

In Filme 1959/61 ist folgendes zu lesen: „Eine Curd-Jürgens-Maskerade, die sich zu Unrecht für witzig hält.“
Im Lexikon des Internationalen Films heißt es: „Mit Seitenhieben auf Politik und Filmindustrie gespickte kleine Komödie, die in einer langen Rückblende erzählt wird und brauchbare Kriminalunterhaltung liefert.“